# Бергхауптен
Бергхауптен (нем. Berghaupten) — коммуна в Германии, в земле Баден-Вюртемберг. 
Подчиняется административному округу Фрайбург. Входит в состав района Ортенау.  Население составляет 2415 человек (на 31 декабря 2010 года). Занимает площадь 9,70 км².